# 瓦爾特·能斯特
瓦爾特·赫爾曼·能斯特（Walther Hermann Nernst，1864年6月25日—1941年11月18日），德国化學家，他提出了熱力學第三定律，这条定律對化學親和力的計算尤其重要，他因此榮獲1920年度的諾貝爾化學獎（1921年頒發）。能斯特促進了現代物理化學的確立，對電化學、熱力學、固態化學及光化學有所貢獻，并提出了能斯特方程。

## 傳記
能斯特生於西普魯士的貝利森（今波蘭境內的翁布熱伊諾）。他在蘇黎世大學、柏林大學及卡尔·弗朗岑斯大學學習數學與物理學，去萊比錫工作了一段時間後，他在哥廷根成立了物理化學與電化學研究所。1897年，能斯特發明了能斯特燈（Nernst lamp），一種使用白熾陶瓷棒的電燈，是碳絲燈的替代品和白熾燈的前身。能斯特在滲透壓及電化學也有獲得一些研究成果。1905年，他確立了一種新理論，他稱之為“新熱定理”，這就是後來的熱力學第三定律，这条定律可以描述物質接近絕對零度時的表現。
能斯特在1914年作为志愿者加入德国陆军担任司机。在前线，他发现战壕导致战事僵持，于是向德军总参谋部负责与科学家联络的军官马克斯·鲍尔提议使用催泪弹奇袭，从而清空敌方战壕。在观察了野外测试后，弗里茨·哈伯提出使用重于空气的氯气。德军司令埃里希·冯·法金汉同意了这一提议，最后该武器被投入到第二次伊普尔战役，造成5000名法国和比利时士兵的死亡，这是人类历史上首次使用化学武器。
他榮獲1920年度的諾貝爾化學獎（1921年頒發），這是對他的熱化學研究成果的肯定。他於1924年出任柏林物理化學研究所主任，并擔任此職位至1933年退休，接着開始研究電聲學和天體物理學。
能斯特於1930年与貝希斯坦鋼琴公司及西門子公司合作開發了一種叫“新貝希斯坦之翼”（"Neo-Bechstein-Flügel"）的電子琴，當中用無線電放大器取代了發聲板。該電子琴使用了電磁感應器以產生電子調解及放大的聲音，跟電吉他是一樣的。
能斯特於1941年在哥廷根逝世，被葬於馬克斯·普朗克墓附近。

## 能斯特灯
他发明的能斯特燈，又称能斯特發光體，是一種帶一條稀土金屬氧化物燈絲的固體輻射器，對紅外線光譜學十分重要。持續的歐姆加熱使得燈絲在導電時發光。發光體於2至14微米波長下操作效果最理想。

## 著作
- Walther Nernst, 《Reasoning of theoretical chemistry: Nine papers (1889-1921)》 (Ger., Begründung der Theoretischen Chemie : Neun Abhandlungen, 1889-1921). Frankfurt am Main : Verlag Harri Deutsch, c. 2003. ISBN 3-8171-3290-5
- Walther Nernst, 《The theoretical and experimental bases of the New Heat Theorem》 (Ger., Die theoretischen und experimentellen Grundlagen des neuen Wärmesatzes).  Halle [Ger.] W. Knapp, 1918 [tr. 1926]. [ed., this is a list of thermodynamical papers from the physico-chemical institute of the University of Berlin (1906-1916); Tranlation available by Guy Barr (LCCN 27002575)])
- Walther Nernst, 《Theoretical chemistry from the standpoint of  Avogadro's rule and thermodynamics》 (Ger., Theoretische Chemie vom Standpunkte der Avogadroschen Regel und der Thermodynamik). Stuttgart, F. Enke, 1893 [5th editon, 1923]. LCCN po 28000417

## 參閱
- 真空災變

## 延伸閱讀
- Mendelssohn, Kurt A. G., 《The world of Walther Nernst. The rise and fall of German science》. Macmillan, 1973 （傳記）.
- Barkan, Diana Kormos, 《Walther Nernst and the Transition to Modern Physical Science》. Cambridge University Press, 1998.

## 外部連結
- Schmitt, Ulrich, "瓦爾特·能斯特 （页面存档备份，存于）"。哥廷根生態化學研究所。
- "能斯特：物理革命的建築師 （页面存档备份，存于）"。《物理世界》雜誌1999年9月號。
- 對他熱化學研究成果的肯定 （页面存档备份，存于）
- 諾貝爾獎官網上的能斯特諾貝爾講座 （页面存档备份，存于）